# Votazione elettronica
La locuzione votazione elettronica, o e-voting (dall'inglese «electronic voting»), indica i diversi metodi finalizzati a permettere l'espressione del voto e il conteggio delle preferenze attraverso tecnologie elettroniche, informatiche e telematiche. La votazione elettronica può essere effettuata presso postazioni dedicate, per mezzo di Internet, per telefono, mediante schede perforate o sistemi a scansione ottica.
Il voto elettronico può presentare vantaggi e svantaggi rispetto ad altre modalità di voto.
Alcuni sistemi di voto elettronico, in particolare, hanno manifestato scarsa affidabilità e trasparenza: svariate nazioni – come la Germania, i Paesi Bassi e il Regno Unito – hanno pertanto abolito la votazione elettronica oppure hanno rinunciato ad adottarla su larga scala per consultazioni pubbliche di carattere politico-istituzionale. Le autorità norvegesi hanno interrotto definitivamente ogni forma di sperimentazione del voto elettronico nel 2014, dopo oltre un decennio di verifiche, ritenendo che la votazione elettronica non offrisse garanzie sufficienti in termini di libertà e segretezza del voto.

## Storia e aspetti generali
I sistemi di voto elettronico sono apparsi a partire dagli anni 1960, quando debuttarono i sistemi a schede perforate. I sistemi più recenti a scansione ottica consentono ad un computer di contare le preferenze contrassegnate sulle schede elettorali.
I sistemi di voto telefonici e tramite Internet hanno guadagnato popolarità per scopi non governativi fin dagli anni 1980. Organizzazioni private, commerciali o no-profit, utilizzano Internet per le proprie elezioni interne, con standard di sicurezza, privacy e controllo, adeguati alle loro esigenze.
Nel 2007 la Commissione Europea ha varato la Direttiva 2007/36/CE (anche nota come Shareholders Rights Directive o ShRD) che consente l'esercizio del diritto di partecipazione e voto remoto nel corso delle assemblee degli azionisti. Questa direttiva ha concesso alle associazioni di azionariato critico e alle associazioni di rappresentanza degli azionisti di avvalersi del voto via Internet e di farlo conoscere come nuovo strumento di partecipazione alle decisioni ed espressione della volontà dei soci.
Più di recente il voto tramite Internet ha acquisito maggiore popolarità anche nelle elezioni politiche ed amministrative nel Regno Unito, Estonia e in Svizzera, così come in Canada e nelle elezioni primarie degli USA e della Francia.
I sistemi di registrazione elettronica diretta (Direct recording electronic systems, DRE) sono in grado di identificare il votante, che possiede una smart card, mediante un'interfaccia simile a quella dei POS. I DRE possono, in base al progetto e all'implementazione, assistere istantaneamente il votante nel caso di anomalie che potrebbero rendere il voto non valido, grazie all'ausilio di un supporto cartaceo (simile ad uno scontrino) su cui viene stampata ogni azione, esercitata dal votante sulla macchina, in modo che il votante stesso possa verificarla, prima di confermare la validità delle preferenze e delle operazioni specificate. Al contrario, in un sistema non corredato di un sistema di audit cartaceo delle operazioni, i votanti devono fidarsi dell'accuratezza del software installato nel sistema. I venditori di sistemi di voto tendono a preferire l'uso di software proprietario per ragioni di profitto; ciò provoca delle preoccupazioni in una parte dell'opinione pubblica che, per fidarsi dei dispositivi elettronici, ha la necessità di percepirne la trasparenza rispetto al processo di voto e l'affidabilità nell'esecuzione delle operazioni. Il software Open source, basato sui consolidati punti forti della libera diffusione del codice (opposta all'approccio della "sicurezza tramite l'occultamento" propria del software proprietario), fornisce un ampio grado di trasparenza per tali sistemi. In generale un sistema software certificato permette di avere un soggetto di riferimento in caso di contestazioni, consentendo di chiedere al produttore il deposito dei sorgenti e la verifica degli stessi in qualsiasi istante.
Le macchine di voto elettronico sono usate su larga scala in India ed in Brasile.
In Europa, l'Estonia ha adottato il voto via Internet per le elezioni politiche dal 2005.
Nel 2002, negli Stati Uniti, l'atto "Help America Vote" ha apparentemente reso obbligatoria la votazione elettronica in tutti gli Stati. Sebbene per il futuro molti paesi democratici potrebbero ricorrere al voto elettronico, al momento sono ancora molto diffusi i sistemi di voto e di scrutinio manuali.

## Tipi di sistemi

### Sistemi di registrazione elettronica diretta
I sistemi DRE sono molto popolari, perché consentono un certo grado di assistenza per i portatori di handicap, consentendogli di votare senza bisogno dell'assistenza di un'altra persona.
I sistemi DRE possono essere accoppiati con un dispositivo che consente all'elettore di verificare su un tracciato, stampato su carta, la registrazione delle operazioni effettuate, in modo da garantire un riscontro verificabile, in caso di contestazione.
Presso ogni cabina elettorale, è collocato un computer e l'elettore può esprimere le preferenze mediante uno schermo in modalità tattile, o utilizzando dei pulsanti posti ai lati del monitor. Il monitor, per facilitare la scelta, spesso è una copia fedele della schede elettorale cartacea.
Il computer stampa una scheda elettorale con le preferenze selezionate, in modo che l'elettore possa verificarle, prima che la scheda stampata (o lo scontrino delle operazioni) sia inserita automaticamente dal sistema in un contenitore non accessibile.

### Sistemi di voto a scansione ottica
Nei sistemi di voto a scansione ottica, il votante esprime il suo voto con un segno su una scheda e la inserisce in una macchina. I voti sono scrutinati da sensori automatici in un sito centrale o nel seggio stesso. Se il voto viene scrutinato nel seggio stesso, il sistema verifica anche che il voto sia valido nel momento stesso in cui lo accetta.
Eventuali segni estranei sulla scheda elettorale sono la causa primaria di problemi con i sistemi a scansione ottica. I segni possono essere apposti accidentalmente al di fuori degli spazi previsti, fatti con strumenti di scrittura incompatibili, o incompleti.

### Sistemi a schede perforate
Con i sistemi a schede perforate, i votanti creano delle perforazioni nelle schede elettorali per indicare la loro scelta. Negli Stati Uniti ci sono due venditori principali di questi sistemi, Datavote e Votomatic. I sistemi Datavote usano un utensile tagliente, le macchine Votomatic richiedono al votante di spingere un rettangolo preforato tramite uno stilo.

### Voto via internet
I sistemi di voto via internet possono utilizzare postazioni remote, consentendo il voto da qualsiasi postazione dotata di un dispositivo con connessione ad Internet e browser web. Mediante i sistemi di Internet voting l'elettore naviga l'interfaccia web del sistema. L'identificazione del votante può avvenire mediante l'autenticazione sul sito web o con altri metodi (es. smartcard, token, ecc.). Il sistema web presenta sullo schermo la scheda elettorale elettronica; l'elettore esprime le sue preferenze e ne verifica la corrispondenza sul video. La conferma del votante trasmette la scheda compilata al server delle elezioni.
Anche in questo caso il sistema di voto può essere collegato ad una rete di seggi con postazioni web o DRE.
Questa rete di postazioni costituisce un sistema che utilizza schede elettorali elettroniche e che trasmette i dati di voto dai seggi ad un luogo di raccolta, mediante un collegamento di rete. Questo sistema può includere anche sistemi per la votazione telefonica.
I dati possono essere trasmessi istantaneamente, ogni qual volta che una singola scheda elettorale viene votata, o periodicamente, raccolti in gruppi di dati, nel corso del periodo elettorale, oppure in un unico gruppo, complessivamente alla chiusura del voto.
Le modalità dello scrutinio possono essere gestite sia da dispositivi che aggregano i risultati a livello di seggio o di circoscrizione, per inviare poi i risultati già scrutinati a livello centrale, oppure, possono prevedere uno scrutinio centralizzato, in un unico luogo di raccolta.
I sistemi di voto via internet sono utilizzati in molte nazioni moderne, sia in ambito privato, sia in ambito pubblico. Negli Stati Uniti d'America, Regno Unito e in Estonia, il voto via Internet è stato utilizzato anche nelle elezioni politiche e nei referendum. In Svizzera i referendum locali via Internet sono una pratica ormai consolidata, i votanti ricevono la password per accedere alla scheda elettorale, per mezzo del servizio postale. In Estonia molti elettori, se preferiscono, possono votare via Internet sia alle elezioni locali, sia parlamentari, poiché molti degli aventi diritto hanno accesso al sistema di voto via internet. Ciò è stato reso possibile dall'introduzione di una carta di identità equipaggiata con un microchip leggibile da un computer ed è con queste credenziali che sono soliti accedere alla scheda elettorale online. Tutto quello di cui un elettore estone ha bisogno è un computer, un codice PIn, un lettore di carta di identità elettronica, in modo da poter votare da qualsiasi postazione con accesso ad Internet e browser web. In Estonia il voto elettronico può essere esercitato soltanto nei giorni di voto anticipato. Il giorno delle elezioni i votanti possono recarsi ai seggi fisici per esercitare il voto tradizionale, mediante scheda cartacea, annullando di fatto la preferenza data con il voto anticipato. Questa misura è stata introdotta per garantire l'esercizio del diritto di voto libero da costrizione (ad esempio, nel caso in cui durante il voto remoto il votante, accidentalmente o per costrizione abbia reso palese la sua preferenza).
L'Estonia è il primo stato che ha annunciato un voto on line puro per l'ambito politico.

### Voto via telefono
Il voto via telefono consente ai votanti di chiamare differenti numeri telefonici per indicare la loro preferenza riguardo a differenti opinioni, oppure ad un votante di chiamare un numero ed indicare la propria preferenza premendo un tasto. La principale difficoltà consiste nel verificare l'identità del votante e nel consentire ad un votante di votare solo una volta. Il vantaggio principale sta nella facilità di partecipazione.

### Voto ibrido
Ancora più diffusi sono i sistemi di votazione ibrida che permettono di far votare elettronicamente con il proprio computer/tablet/smartphone, telefonicamente, o con scheda cartacea presso alcune sedi di voto. Questo sistema è stato adottato da associazioni che necessitano di far accedere al voto anche iscritti non particolarmente propensi alle soluzioni di voto elettronico.

## Analisi del voto elettronico
Il voto elettronico può offrire vantaggi e svantaggi rispetto ad altre tecnologie di voto. Un sistema di voto elettronico può essere integrato ad una o più procedure di gestione dell'evento elettorale (allestimento del sistema, distribuzione delle credenziali, votazione, collezione delle schede elettorali, conteggio delle preferenze, pubblicazione dei risultati, ecc.). Un sistema può quindi introdurre, in ognuna di queste fasi, vantaggi e svantaggi, nella stessa misura in cui possono essere introdotti nell'inclusione di nuove funzionalità in un qualsiasi componente elettronico.
Le problematiche riguardano la garanzia e verificabilità di un voto personale, eguale, libero e segreto. La segretezza del voto è l'aspetto principale. Esso viene meno quando la votazione elettronica è utilizzata per raccolte di firme che per loro natura non sono anonime, ma pubblicamente accessibili, quali: referendum abrogativi o propositivi, legge di iniziativa popolare, presentazione di liste elettorali o singoli candidati per le elezioni primarie, o per le elezioni politiche vere e proprie.
È stato dimostrato che, man mano che i sistemi di voto diventano più complessi ed includono software, è necessario gestire un aumentato rischio di esposizione a diversi tipi di frode. Da un punto di vista teorico altri contestano che un individuo non sia in grado di verificare le operazioni che sono in corso all'interno di una macchina elettronica e poiché le persone non possono verificare queste operazioni, le operazioni stesse non possono essere percepite come affidabili. Inoltre, alcuni esperti informatici hanno argomentato la nozione più generale che un individuo non possa fidarsi di nessun programma che non sia stato creato da lui.
La critica al voto elettronico, include il commento dell'esperto di sicurezza Bruce Schneier, che nota come "gli esperti di sicurezza informatica sono unanimi su cosa fare (alcuni esperti di voto sono in disaccordo, ma è necessario prendere atto di cosa dicono gli esperti di sicurezza informatica; i problemi qui riguardano i computer e non il fatto che il computer possa essere utilizzato in un sistema di voto) le DRE, ovvero i computer delle postazioni di voto, devono essere equipaggiati con un sistema cartaceo di verifica del voto. Il software utilizzato deve essere Open source, per assicurare l'accuratezza del sistema. La verificabilità delle schede elettorali è necessaria perché i computer possono avere malfunzionamenti e perché le macchine per il voto elettronica possono essere contraffatte.
Questi sistemi di voto sono in grado di assistere gli elettori nel caso in cui avvertano i sintomi di un malfunzionamento o di un voto esercitato in maniera anomala rispetto al regolamento elettorale, ad esempio, avvertendo l'elettore nel caso di selezione di un numero di preferenze non consentito rispetto a quello consentito, oppure, mediante la predisposizione di una procedura di verifica e conferma di validità che fornisca un resoconto immediato delle preferenze specificate sulla scheda.
A garanzia della trasparenza, i gruppi di esperti, come UK-based Open Rights Group, consigliano che i sistemi per il voto siano adeguatamente sperimentati e verificati, richiedano attenzione in fase di progettazione e realizzazione, siano dotati di procedure di audit delle preferenze e dei conteggi in modo da risultare robuste rispetto ad eventi di errore o tentativi di frode.
Nel 2009, la Corte costituzionale federale tedesca, ha considerato che, quando si utilizzano dispositivi o macchine per il voto la "verifica del risultato da parte di un cittadino deve essere possibile in maniera affidabile e senza alcuna conoscenza specialistica".
Solitamente il controllo di affidabilità dei sistemi e dei conteggi può essere affidata ad un soggetto terzo, indipendente (es. autorità garante per la protezione dei dati, oppure comitato tecnico-scientifico, istituto certificatore o altre agenzie, notai, ecc.).
La corrispondenza tra numero di votanti, numero di schede votate, autenticità delle schede e del voto, può essere affidata ad una logica di controllo mediante crittografia. Gli esperti considerano tre aspetti di verifica: individuale, universale, e ammissibile. La verifica individuale consente ad un votante di controllare che il suo voto sia incluso nel risultato delle elezioni; la verifica universale consente agli osservatori delle elezioni di verificare che il risultato del voto corrisponda al voto che è stato esercitato; la verifica ammissibile consente ai votanti ed agli osservatori di controllare che ogni voto elettorale sia stato esercitato da un unico e solo votante.
Nel caso di voto elettronico in seggio presidiato, la verifica dell'acquisizione delle preferenze di un votante da parte della macchina viene invece effettuata dal votante stesso, mediante l'adozione di una stampante che trascrive su uno scontrino la preferenza apposta. Lo scontrino non riporta l'identità del votante. La stampante è visibile soltanto al votante e non è accessibile a nessuno. Il votante può controllare soltanto il suo voto per dare poi la conferma; lo scontrino viene poi nascosto dalla stampante o depositato da essa in un'urna sigillata, il cui contenuto non è visibile, né accessibile a nessuno, fino a conclusione dell'evento elettorale.

## Critiche
Nel 2014 le autorità norvegesi, dopo oltre un decennio di verifiche, hanno interrotto definitivamente ogni forma di sperimentazione del voto elettronico, ritenendo che l'«e-voting» non offrisse sufficienti garanzie in termini di libertà e segretezza del voto.

## Il voto elettronico in Italia

### Il voto via Internet
In Italia le esperienze incentrate su sistemi di dematerializzazione dell'espressione del voto sono numerose.
In ambito privato l'utilizzo dei sistemi di voto via internet è ormai una realtà che consente la partecipazione al voto da parte di centinaia di migliaia di persone che appartengono ad associazioni, fondazioni, enti, ed altre organizzazioni. dal punto di vista degli elettori, tutto quello di cui hanno bisogno per votare è di un computer collegato ad Internet e di un codice di accesso al sistema di voto; dal punto di vista degli organizzatori e degli osservatori, l'allestimento dell'evento elettorale viene gestito in maniera efficace, così come il monitoraggio del sistema di voto e dell'affluenza dei votanti; vengono snellite le procedure di scrutinio finale, con l'emanazione dei risultati elettorali.
Società, organizzazioni, associazioni a base elettorale distribuita sul territorio, utilizzano periodicamente i sistemi di voto via internet per eleggere i rappresentanti e i membri degli organi associativi, approvare delibere in assemblea, garantire la trasparenza e la governance.
Nel 2010 anche il governo Italiano ha ratificato la  direttiva della Commissione Europea 2007/36/CE. URL consultato il 23 maggio 2018 (archiviato dall'url originale il 7 giugno 2015). che consente l'esercizio del diritto di partecipazione e voto remoto nel corso delle assemblee degli azionisti e obbliga le imprese quotate di garantire a questi la partecipazione alle assemblee e alle votazioni questo per permettere anche agli azionisti di minoranza di godere dei propri diritti. Il regolamento attuativo è stato sviluppato da CONSOB, anche con il contributo di esperti di settore, prevalentemente giuristi.
Si registrano diverse esperienze di elezione di cariche associative negli organi previdenziali (settore giornalistico, chimico, biologico, geologico, attuaristico), delle associazioni di categoria, di scopo o di settore (es. associazioni culturali, professionali, di tecnici, ecc.). Dopo una prima fase di sperimentazione, molte realtà hanno deciso di ripetere le votazioni in formato elettronico, prevalentemente per il risparmio economico e per la maggior partecipazione dei votanti.
In ambito pubblico l'utilizzo del voto via Internet si rileva soprattutto nel mondo accademico: diversi atenei italiani hanno sperimentato il voto via Internet per l'elezione degli organi accademici e dei rappresentanti degli studenti.

### Sperimentazione dello scrutinio elettronico nel voto politico
Per quanto riguarda le elezioni di carattere politico-istituzionale e i referendum popolari, le sperimentazioni di voto elettronico non sono mai state condotte su larga scala, anche per la mancanza di una normativa in materia.
Il percorso dello scrutinio elettronico in Italia è riconducibile all'esperienza iniziata nel 2001 con le sperimentazioni condotte su alcuni comuni in Sardegna e autorizzate dal Ministero dell'Interno. A seguito del riconoscimento positivo dell'iniziativa, le esperienze pilota di scrutinio elettronico convinsero le Istituzioni ad avviare un ciclo di sperimentazioni su larga scala nel triennio 2004-2006, per effettuare le quali furono interrotte le sovvenzioni allora attive per il voto elettronico (legge n.90 dell'aprile 2004).
Sperimentazione del 2001: ideata e realizzata dalla società Ales con l'autorizzazione del Ministero dell'Interno, in occasione delle elezioni politiche del 13 maggio 2001. Il sistema, basato sul software "e-Voto", prevedeva che al nome di ciascun candidato venisse affiancato un codice a barre. Gli scrutatori potevano così rilevare le preferenze di voto attraverso una penna ottica collegata ad un computer, riducendo i tempi di scrutinio del 50%.
Sperimentazione del 2004: realizzata in 1500 sezioni elettorali dal Ministero dell'Innovazione e delle Tecnologie in collaborazione con il Ministero dell'Interno, in occasione delle elezioni europee del 12 e 13 giugno 2004. Il sistema, basato su "e-Voto 4.2", ripercorreva le caratteristiche del precedente sebbene i codici a barre non comparissero più direttamente sulla scheda ma su un modulo cartaceo a disposizione degli scrutatori, opportunamente predisposto.
Sperimentazione del 2005: realizzata in tutte le 1800 sezioni elettorali della regione Liguria dal Ministero dell'Innovazione e delle Tecnologie in collaborazione con il Ministero dell'Interno, in occasione delle elezioni regionali del 3 e 4 aprile 2005. Da questo momento lo scrutatore non acquisisce più l'intenzione di voto mediante la penna ottica ma selezionando la corrispondente opzione attraverso periferiche standard (mouse o tastiera).
Sperimentazione del 2006: realizzata in 12.680 sezioni elettorali delle regioni Sardegna, Liguria, Puglia e Lazio dal Ministero dell'Innovazione e delle Tecnologie in collaborazione con il Ministero dell'Interno, in occasione delle elezioni politiche del 9 e 10 aprile 2006.
In Italia, lo scrutinio elettronico è stato condotto su computer portatili mediante un software proprietario (di Eds) registrato su DVD non riscrivibile che gira su sistema operativo Linux, per la versione Knoppix 4.0. Sul portatile il disco rigido è vuoto, e sia il sistema operativo sia il software per il conteggio elettronico girano live sul DVD. Chiavetta USB e pen drive sono presenti e sigillate nelle buste che contengono il restante materiale cartaceo utilizzato nel seggio.
Nel 2015 la Lombardia ha approvato una legge regionale che introduce il voto elettronico in occasione dei referendum consultivi. La prima occasione per la sperimentazione è il 22 ottobre 2017, in occasione del referendum consultivo sull’autonomia della Regione, deliberato dal Consiglio regionale lombardo. Per la prima volta sono state utilizzate urne fornite di “voting machine”: l’elettore poteva usare un particolare tablet per rispondere al quesito referendario – Sì, No o scheda bianca –, con la possibilità di correggere il voto una sola volta prima della conferma finale.
L’obiettivo precipuo dell’introduzione del voto elettronico in Lombardia era lo snellimento delle procedure e dei tempi per il conteggio finale dei voti: il risultato doveva essere immediato e senza spoglio. Compito del presidente doveva essere quello di togliere le memorie USB dalle macchine per inviarle - insieme agli altri documenti ufficiali - all’ufficio elettorale comunale. Tuttavia, l’esperimento non ha dato i risultati attesi, poiché si sono registrati numerosi problemi riguardo alle tempistiche post voto: un vero e proprio flop, se si tiene in considerazione che il sistema di voto elettronico messo a punto mirava appunto a ridurre i tempi di scrutinio. Le criticità maggiori si sono riscontrate non tanto nel voto tramite tablet, quanto nel successivo passaggio, ovvero nella consegna delle chiavette USB dopo la chiusura delle urne: in molti seggi, i presidenti sono stati costretti ad attendere per ore la conferma della corretta lettura dei dati.
Per quanto riguarda le sperimentazioni in Italia, infine, è da citare il progetto del Movimento 5 Stelle, che fin dalla sua nascita ha adottato il voto on-line per questioni interne al partito, attraverso l’uso della piattaforma Rousseau. In occasione delle elezioni dei candidati alle politiche del 2018, chiamate “Parlamentarie” dal M5S, è stato usato il voto elettronico on-line, con un sistema di riconoscimento tramite sms: le votazioni si sono concluse il 17 gennaio, ma non sono mancate le polemiche, anche interne al Movimento.
Su proposta dell'allora Presidente della Commissione Affari costituzionali della Camera dei deputati, il parlamentare Giuseppe Brescia, nella legge di Bilancio 2020, stilata dal Governo Conte II, è stato incluso un fondo di un milione di euro (definito "Fondo per il voto elettronico") mirato all'introduzione in via sperimentale del voto via internet nelle elezioni europee, politiche e per i referendum, al fine di agevolare la partecipazione degli elettori italiani residenti all'estero o temporaneamente lontani dal proprio comune di residenza per motivi di studio, lavoro o cure mediche. Nel febbraio del 2021, le commissioni parlamentari I e V della Camera dei deputati e il Senato della Repubblica hanno approvato un emendamento legislativo al decreto "Milleproroghe", proposto dallo stesso Brescia, attraverso cui il Ministero dell'interno si è impegnato ad approvare un decreto attuativo sul "Fondo per il voto elettronico" entro il giugno dello stesso anno. Tale decreto è stato quindi emanato il 9 luglio seguente, in collaborazione con il Ministero per l’Innovazione tecnologica e la Transizione digitale.
Nel novembre del 2023, il Ministero dell'Interno ha annunciato ufficialmente una prima simulazione di voto online per consultazioni elettorali, riservata ai cittadini italiani residenti in alcune circoscrizioni consolari di paesi appartenenti all'Unione europea, e prevista per il 13 e il 14 dicembre dello stesso anno. La simulazione, organizzata con l'ausilio della piattaforma E-vote, ha consentito l'utilizzo di SPID o Carta d'identità elettronica per l'accesso alla cabina elettorale digitale.

## Cinematografia
- L'uomo dell'anno (Man of the Year) (2006)
- Hacking Democracy (2006)